# Iglesia de Nuestra Señora (Breda)
La iglesia de Nuestra Señora (en neerlandés: Grote Kerk o Onze-Lieve-Vrouwekerk) es un templo protestante situado en la Grote Markt (gran plaza) de la ciudad de Breda, en los Países Bajos. La iglesia se construyó en estilo gótico brabantino y con su torre de 97 metros de altura, constituye el monumento más importante y marca el paisaje de la ciudad.

## Historia
Las primeras noticias de una iglesia católica en Breda datan de 1269. En 1410, se comenzó la construcción de un nuevo templo por el coro. A pesar de la caída de la torre del campanario, el edificio se terminó en 1457. La reconstrucción de la torre se completó en 1509 y la iglesia toma su aspecto final en 1547.
El templo que pertenecía a la Iglesia católica. En 1637, con motivo de la Reforma protestante, pasó a quedar adscrito a la Iglesia protestante en los Países Bajos.
En 1694, se incendió el chapitel de la torres y se reconstruyó en 1702. La última gran restauración tuvo lugar entre 1993 y 1998. El órgano de este templo, que data del siglo XVI, es uno de los mayor de los Países Bajos.

## Capilla del príncipe
The Prinsenkapel o capilla del príncipe, al norte del coro es el antiguo mausoleo de la casa de Casa de Orange-Nassau, antecedentes de la actual familia real de Holanda. La capilla se construyó entre 1520 y 1525 por encargo de Enrique III de Nassau-Breda. Diecisiete miembros de esta familia se encuentran enterrados en la capilla.
Cuando en 1584, murió Guillermo de Orange, el plan era enterrarlo también en esta capilla, pero como Breda estaba en ese tiempo por los españoles, se decidió enterrarlo junto a sus descendientes en el mausoleo de la Nieuwe Kerk en Delft.

## Galería de imágenes

Iglesia de Nuestra Señora - Onze-Lieve-Vrouwekerk
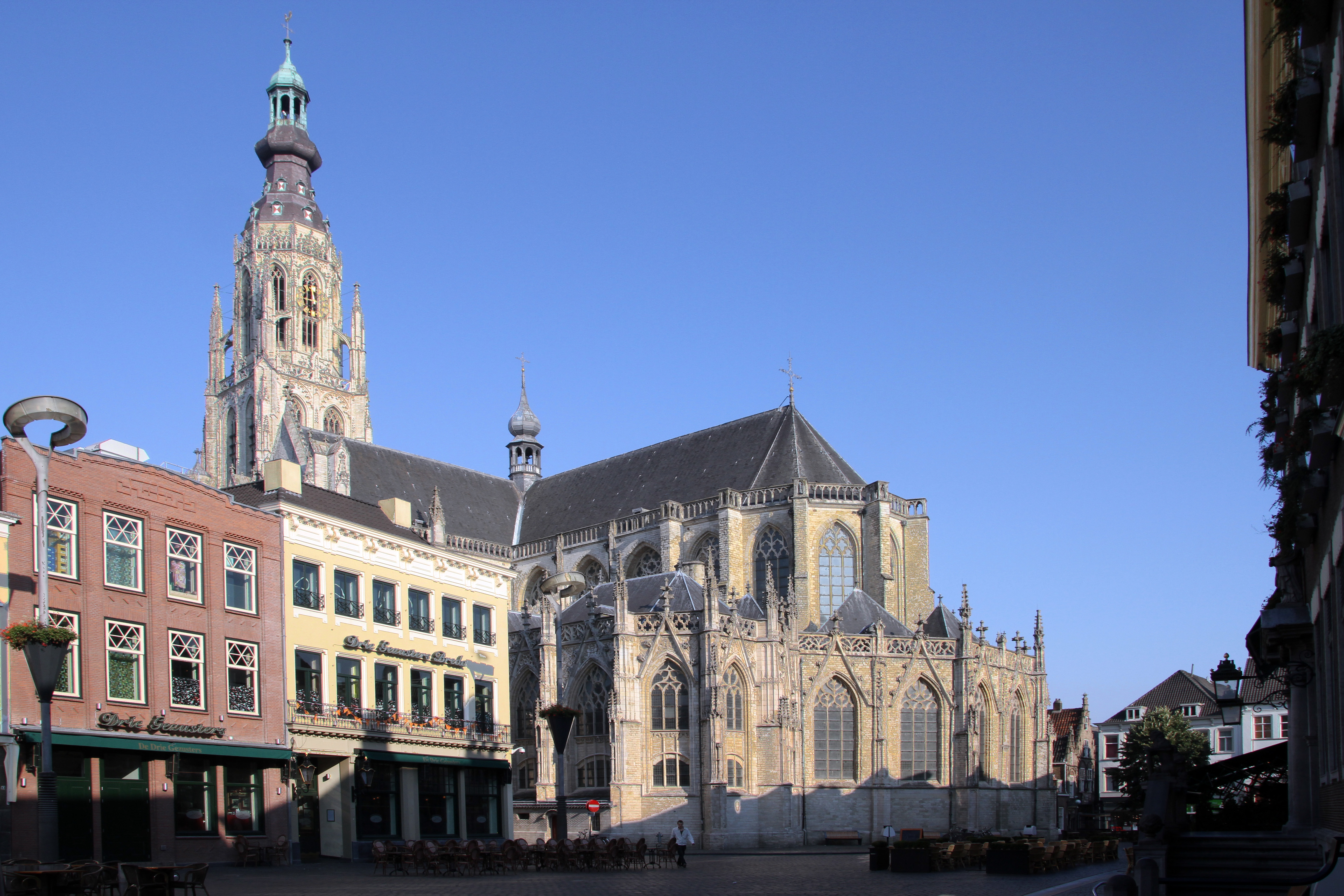
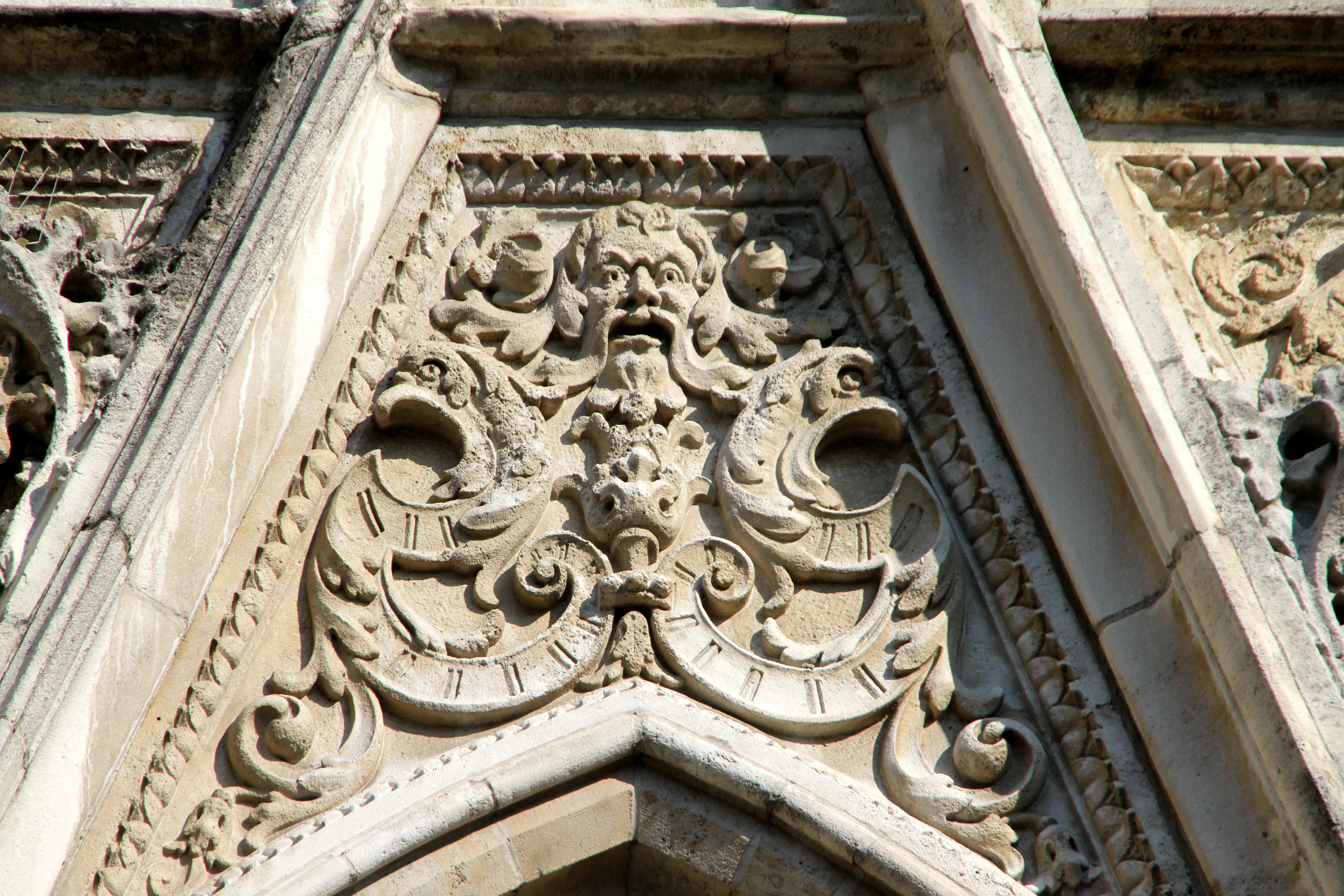
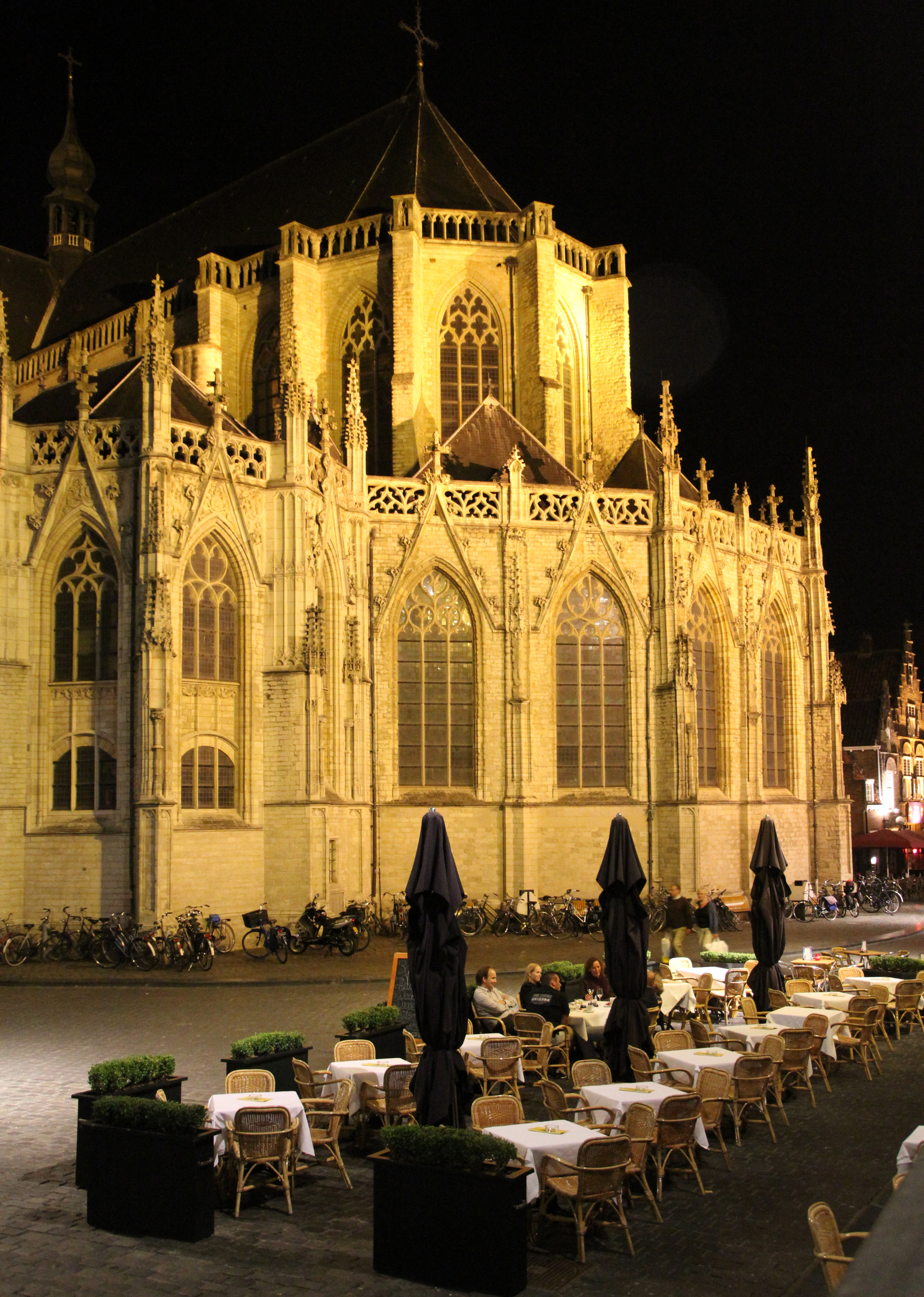
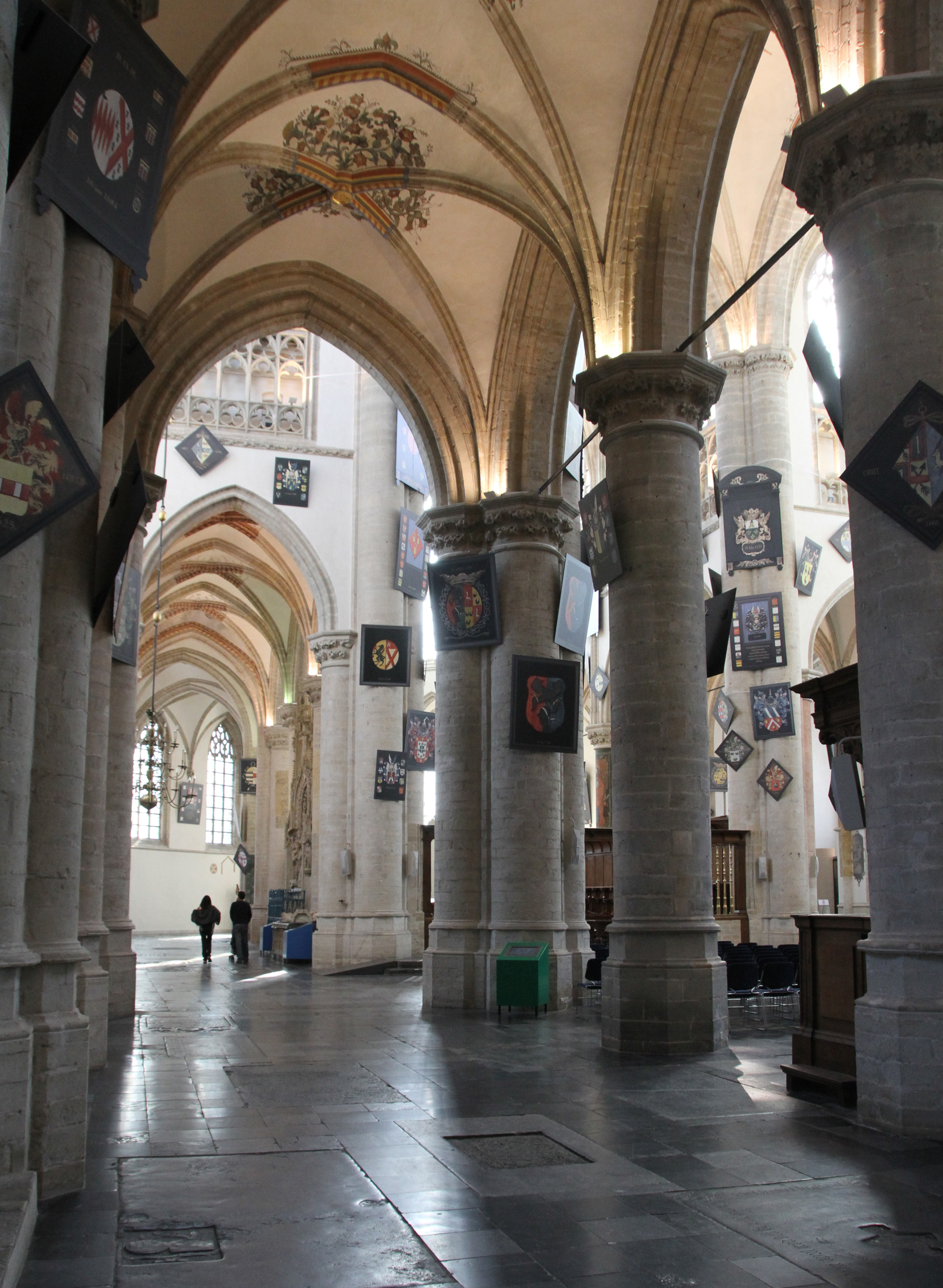
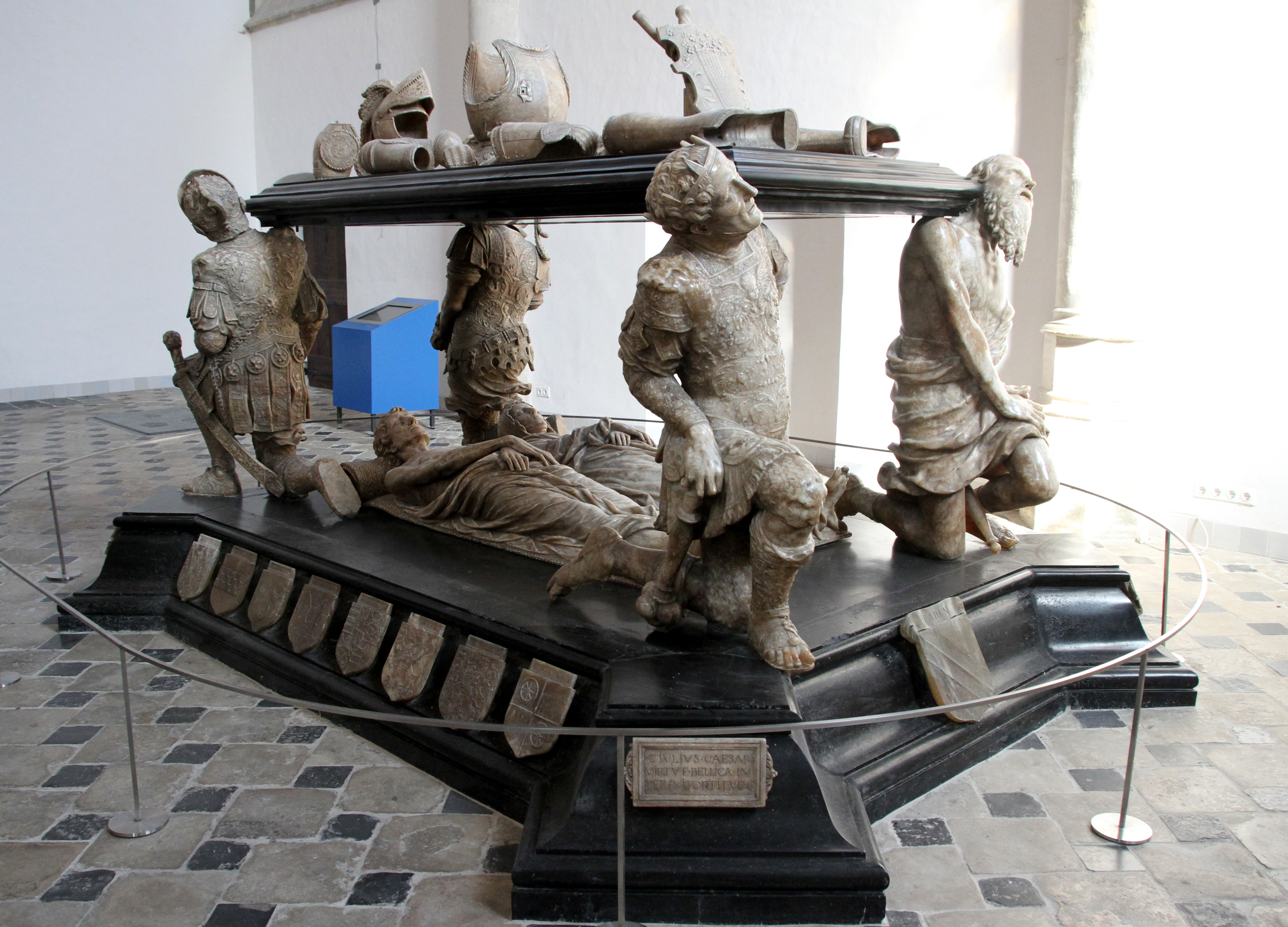
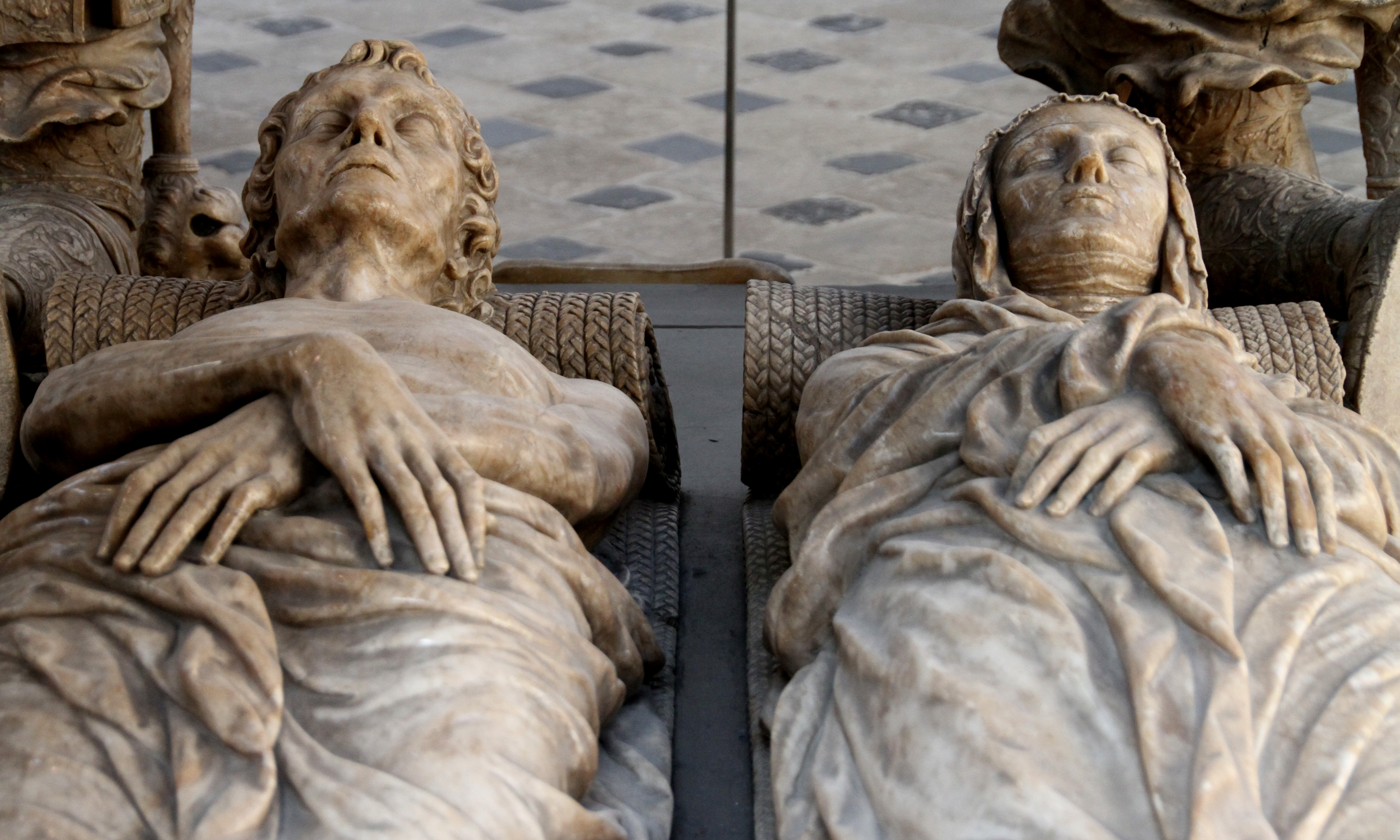